# Club de Fútbol Barcelona 1948-1949

## Rosa
| N. |                      | Ruolo | Calciatore                |
| -- | -------------------- | ----- | ------------------------- |
|    | Spagna (bandiera)    | P     | Juan Zambudio Velasco     |
|    | Spagna (bandiera)    | P     | Antoni Ramallets          |
|    | Spagna (bandiera)    | D     | Curta                     |
|    | Spagna (bandiera)    | D     | José Seguer               |
|    | Spagna (bandiera)    | D     | Francesc Calvet           |
|    | Spagna (bandiera)    | D     | Josep Gonzalvo            |
|    | Spagna (bandiera)    | D     | Jaume Elías               |
|    | Spagna (bandiera)    | D     | Ricardo Rodríguez Álvarez |
|    | Spagna (bandiera)    | C     | Marià Gonzalvo            |
|    | Argentina (bandiera) | C     | Florencio Caffaratti      |
|    | Spagna (bandiera)    | C     | Salvador Sagrera          |
|    | Argentina (bandiera) | C     | Marcos Aurelio Di Paulo   |

| N. |                      | Ruolo | Calciatore             |
| -- | -------------------- | ----- | ---------------------- |
|    | Spagna (bandiera)    | C     | Josep Canal            |
|    | Spagna (bandiera)    | C     | Manuel Cerveró         |
|    | Spagna (bandiera)    | C     | Francisco Virgos       |
|    | Spagna (bandiera)    | C     | Miguel Torra           |
|    | Spagna (bandiera)    | A     | Estanislao Basora      |
|    | Spagna (bandiera)    | A     | César Rodríguez        |
|    | Argentina (bandiera) | A     | Mateo Nicoláu          |
|    | Spagna (bandiera)    | A     | Alfonso Navarro Perona |
|    | Spagna (bandiera)    | A     | Antonio Noguera        |
|    | Spagna (bandiera)    | A     | José Serratusell       |
|    | Spagna (bandiera)    | A     | Manuel Badenes         |

### Staff tecnico
- Allenatore:  Enrique Fernández